# Coll Mitjà
Le coll Mitjà, ou la Collada, est un col de montagne des Pyrénées, entre les vallées de la Carança et de la Riberola. D'un point de vue administratif, il est situé sur la commune de Fontpédrouse dans le département français des Pyrénées-Orientales.
Le Coll Mitjà se situe à 2 367 m d'altitude, entre le puig Rodon (2 672 m) et le pic Gallinàs (2 624 m).

Sa forme caractéristique décrivant une courbe mathématique quasiment parfaite fait dire à Georges Véron : 

« Difficile de désigner le plus beau sommet des Pyrénées orientales mais le plus beau col est certainement le col Mitja, splendide arceau suspendu entre le Redoun et le Gallinas ! »

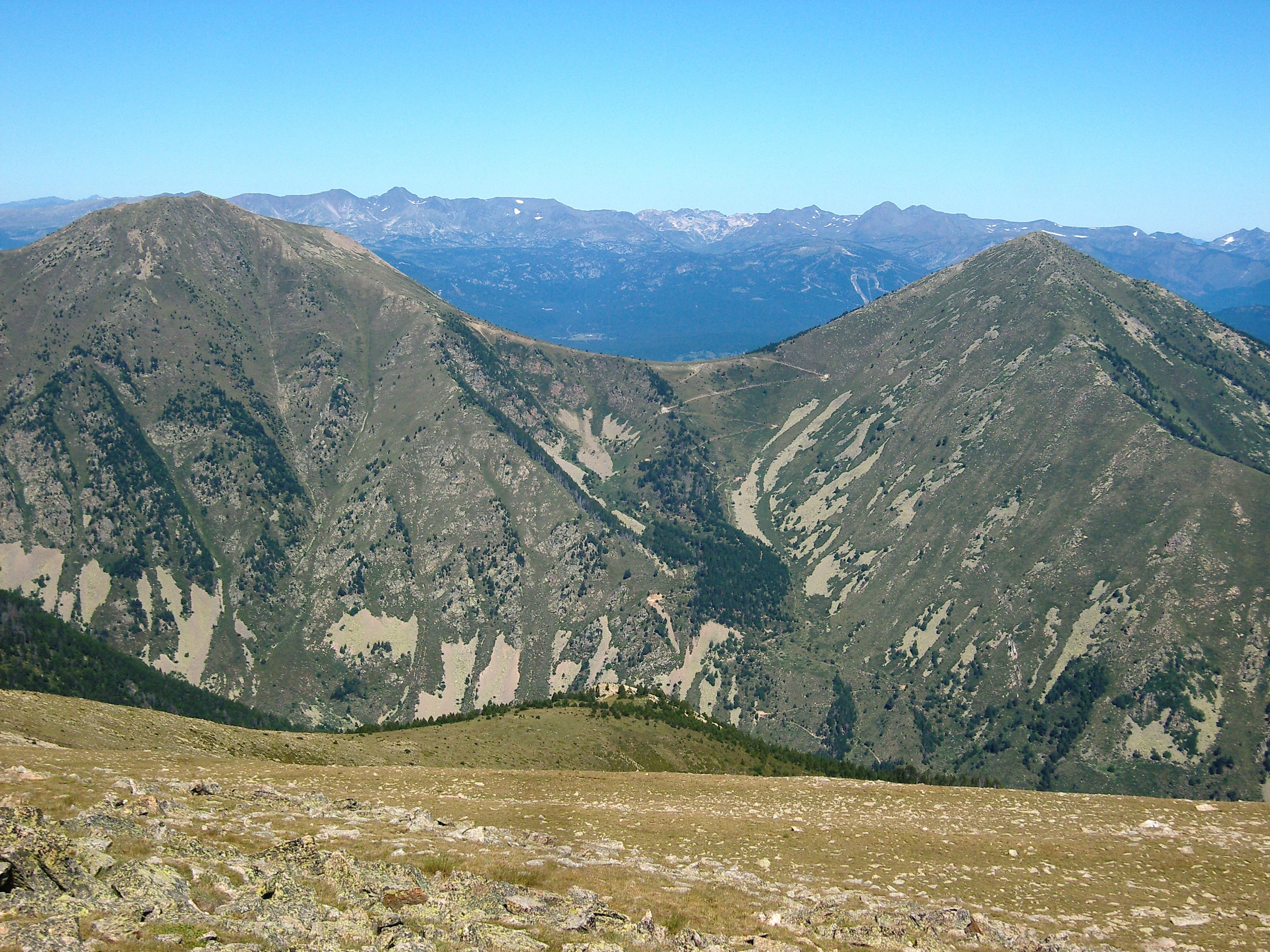
Coll Mitjà, côté est.

## Géologie
Le col et les deux montagnes de chaque côté se trouvent dans le secteur ouest du vaste massif du Canigou-Carança qui, ici, est presque entièrement composé de gneiss, ou métagranite. Cette formation est issue du granite d'une intrusion ignée profonde qui, il y a environ 470 millions d'années, à l'Ordovicien, a fait intrusion dans des formations sédimentaires d'âge cambrien et plus anciennes. Au cours de l'orogenèse hercynienne, il y a environ 300 millions d'années, le granite a été métamorphisé en gneiss. Il a depuis été soulevé par des forces tectoniques et exposé à la surface par l'érosion.
Le col se trouve sur la ligne d'une faille normale hercynienne qui s'étend ici approximativement d'ouest en est.

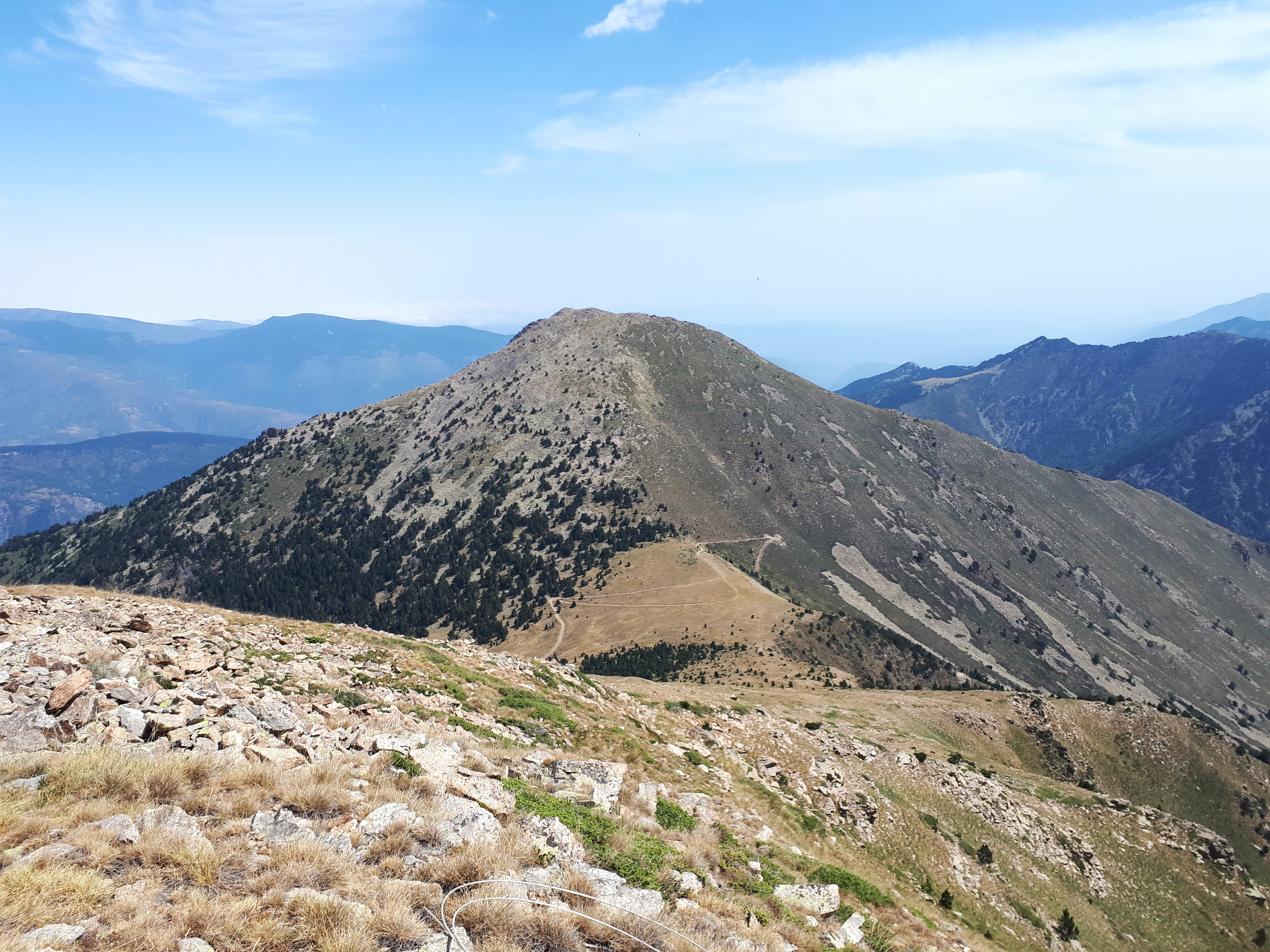
Coll Mitjà et pic Gallinàs depuis le Puig Rodon.
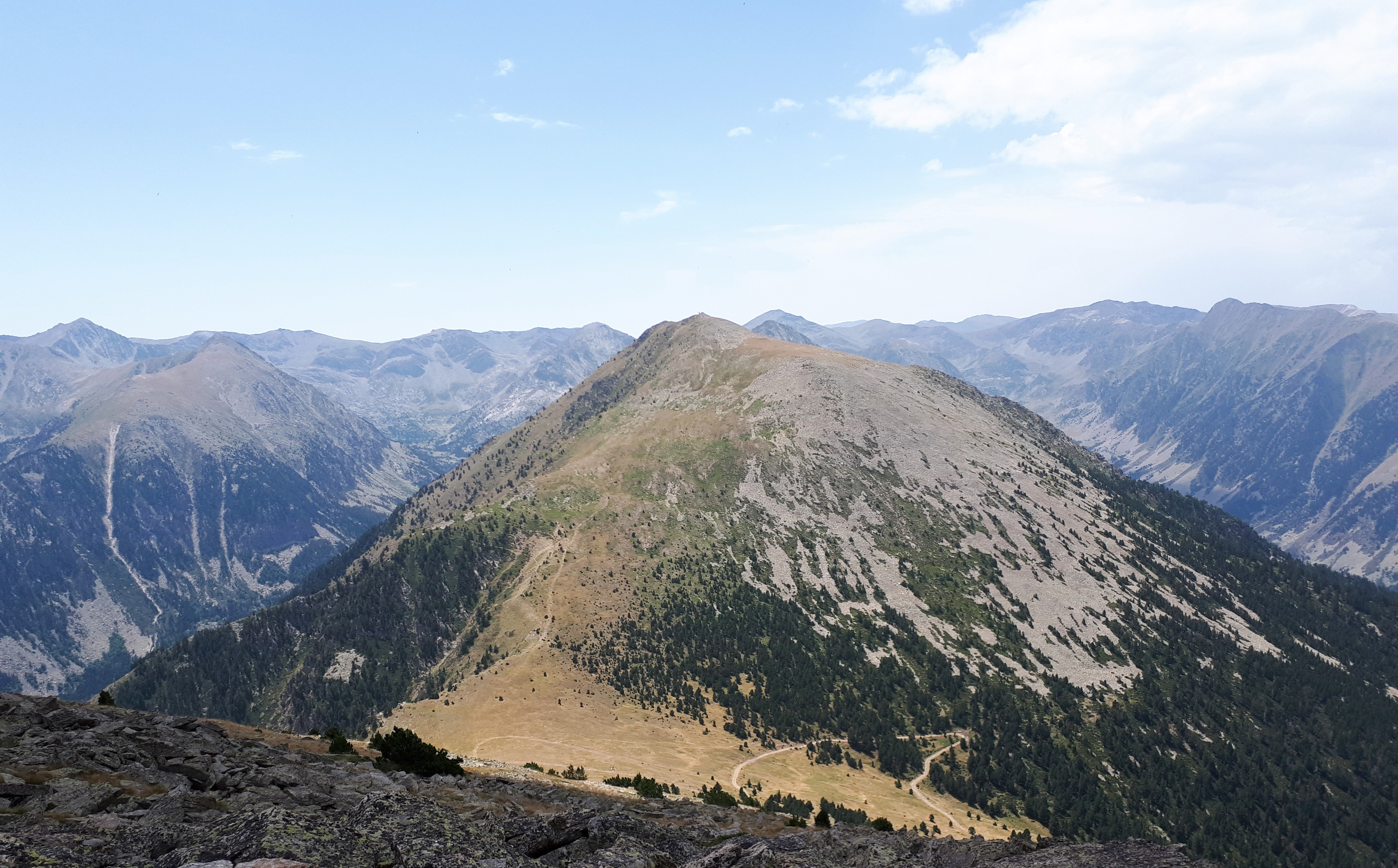
Coll Mitjà et Puig Rodon depuis le pic Gallinàs.

## Accès
Le coll Mitjà est accessible par le GR 10/GR 36. Il est d'une part relié par un chemin au refuge de la Carança (lui-même n'étant par ailleurs accessible que par des sentiers) et d'autre part, par un chemin puis une route empierrée, au village de Prats Balaguer.
À pied, la durée du trajet depuis Prats Balaguer, en empruntant un sentier plus court que le chemin, est d'environ 2 h 45. Le trajet du col à chacun des sommets de puig Rodon et pic Gallinàs prend environ 45 min. La descente jusqu'au refuge de la Carança nécessite une heure.

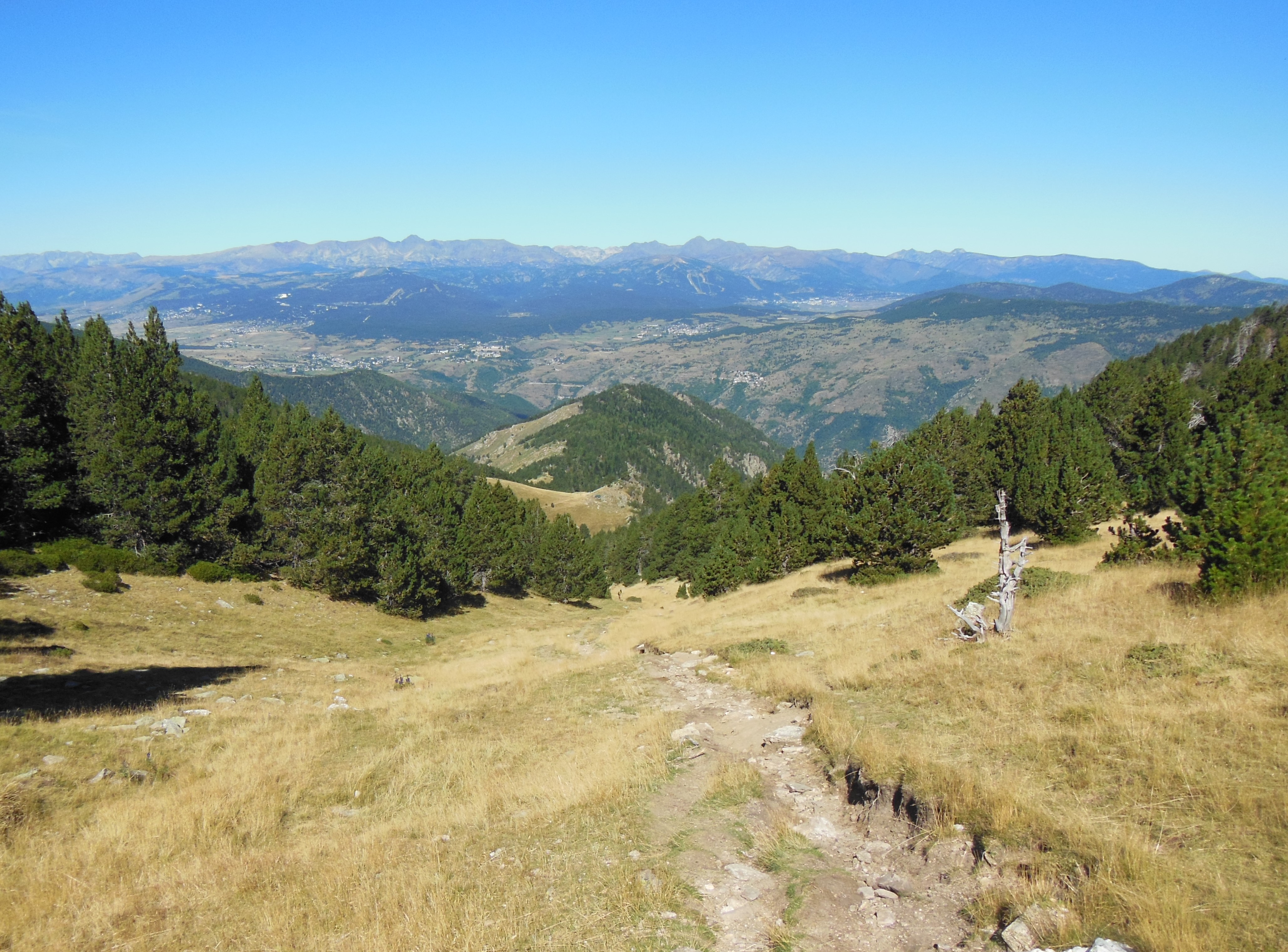
Vue depuis le Coll Mitjà vers le nord.
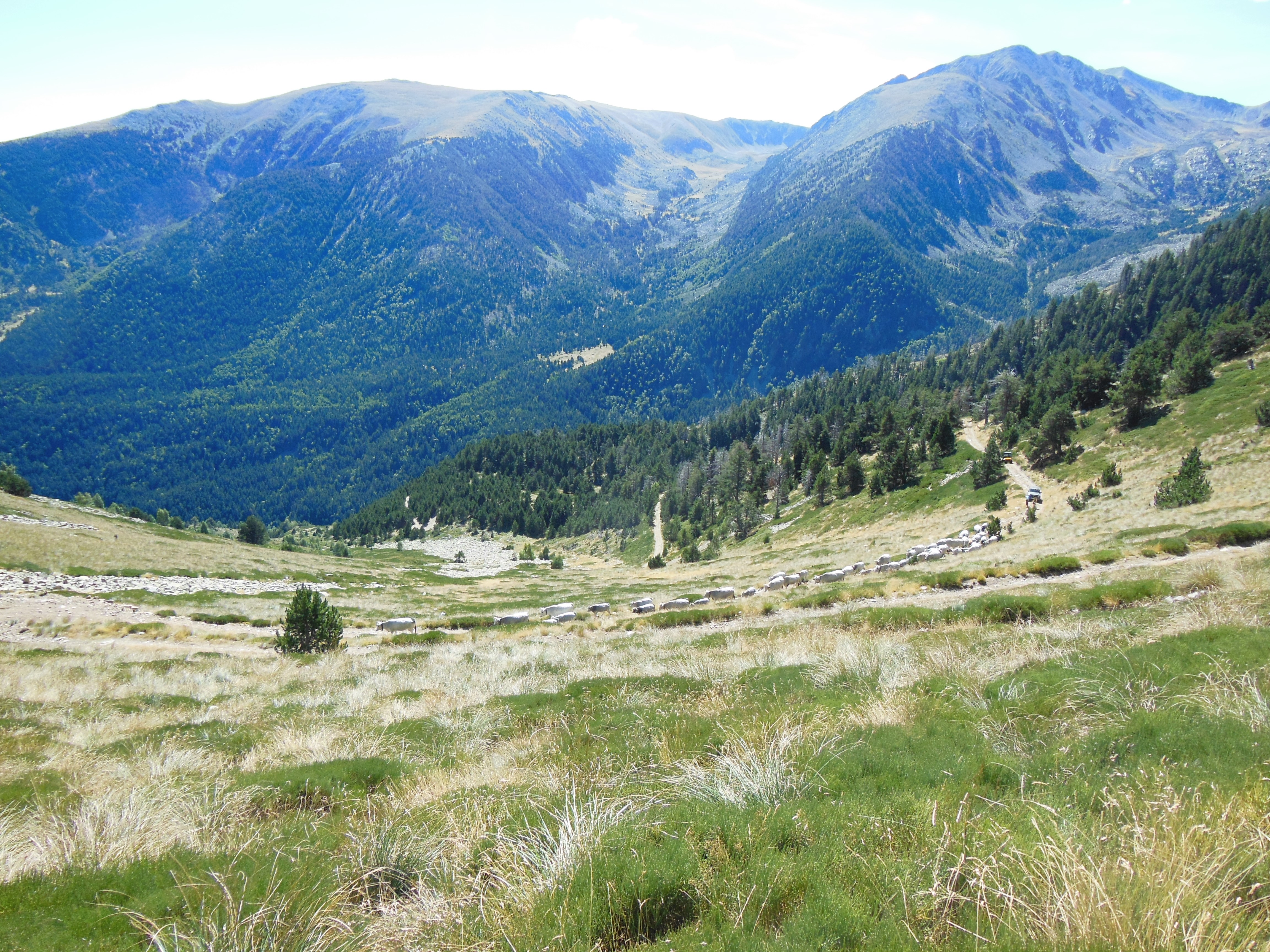
Vue depuis le Coll Mitjà vers le sud.